# Atracis conserta
Atracis conserta är en insektsart som först beskrevs av Walker 1857.  Atracis conserta ingår i släktet Atracis och familjen Flatidae. Inga underarter finns listade i Catalogue of Life.